# Iljmensko jezero
Iljmensko jezero (rus. Ильмень) je povijesno važno jezero u Novgorodskoj oblasti u Rusiji.
Bilo je važnim dijelom Varjaško-grčkog trgovačkog puta.
Grad Veliki Novgorod nalazi se na rijeci Volhov, 6 km nizvodno od mjesta njenog istjecanja iz ovog jezera.
Iljmen je 45 km dug i širok 35 km, prosječne apsolutne visine 18 m, prosječne površine 982 km² (iako varira čak od 733 do 2.090 km², ovisno o vodenoj razini). 
Iako je plitko, najveće dubine je od 10 m.
U njega se ulijevaju 52 rijeke, a četiri glavne su Msta, Pola, Lovat, Šelonj, a izlijeva se kroz jedan ispustni kraj, rijeku Volhov, u jezero Ladogu, preko rijeka Neve u Finski zaljev.
Vodenu razinu regulira brana Volhovska hidrocentrala, koja se nalazi nizvodno Volhovom.
Temperatura vode u srpnju je 19-20°C, a sezona kupanja traje 90 dana. 
Brodske linije na ovom jezeru su Veliki Novgorod-Staraja Russa i Veliki Novgorod-Šimsk.

## Ribarstvo
Jezero je bogato ribom (deverika, osmerus, manjić, štuka).

## Vanjske poveznice
|  | Zajednički poslužitelj ima još gradiva o temi Iljmensko jezero |